# Cryptognathiidae
Cryptognathiidae är en familj av spindeldjur. Cryptognathiidae ingår i ordningen kvalster, klassen spindeldjur, fylumet leddjur och riket djur.